# Fukushima Daichi
Daichi Fukushima (sinh ngày 1 tháng 8 năm 1977) là một cầu thủ bóng đá người Nhật Bản.

## Sự nghiệp câu lạc bộ
Daichi Fukushima đã từng chơi cho Ventforet Kofu.